# Ilyushin Il-6
O Ilyushin Il-6 foi um avião bombardeiro de longo alcance da União Soviética, desenvolvido durante 1942 a partir do seu antecessor o Ilyushin Il-4. Originalmente pensado como uma versão melhorada do Il-4 como um bombardeiro de ataque rápido, durante a fase de concepção acabou por ser repensado para servir como bombardeiro de longo alcance com motores diesel mais eficientes, a produção do protótipo começou em Dezembro de 1942. Testes de voo mostraram problemas de controlo ao aterrar com grandes cargas e os motores mostraram dificuldades a pegar em baixas temperaturas, assim como uma resposta lenta ao acelerar. Após quatro unidades produzidas, o desenvolvimento foi cancelado em 1944, terminado assim quinze anos de desenvolvimento pela Ilyushin em aviões bombardeiros com motores de pistão.

## Desenvolvimento

### Origem
A necessidade de um bombardeiro de longo alcance dedicado a bombardear Berlim levou ao melhoramento do IL-4 usando como base, os testes e protótipos existentes do DB-4.

### Modificações
Externamente similar ao seu antecessor Il-4, o Il-6 era mais rápido e tinha uma fuselagem mais longa e delgada com uma nova asa de forma trapezoidal com rácio oito de alongamento. As naceles dos motores foram suavizadas para reduzir o atrito do ar e aumentar a velocidade, assim como os radiadores dos motores foram montados na secção da asa central, alimentados por frinchas no bordo de ataque da asa. O armamento defensivo foi melhorado com cinco canhões de 20 mm (0,79 in), montados numa torreta dorsal, montadas também em posições flexíveis no nariz, duas radiais e uma ventral.
Originalmente pensado como um bombardeiro de ataque rápido, após o estudo inicial ter sido completado em Agosto de 1942, a VVS pediu que o bombardeiro tivesse mais alcance em vez da velocidade. Então os motores radiais a gasolina M-71 de 2 220 hp (1 660 kW), foram substituídos por motores diesel Charomskiy ACh-30 de 1 500 hp (1 120 kW), com baixo consumo que prometiam dar o desejado alcance ao Il-6, especialmente quando operado com cargas moderadas. O novo estudo foi completado em Dezembro de 1942 e a produção do protótipo foi iniciada. O primeiro voo do Il-6 foi feito em Irkutsk no dia 7 de Agosto 1943 com uma variante mais fraca dos motores desejados (ACh-30B), pois os motores ACh-30BF com 1 900 hp (1 420 kW), estavam indisponíveis.

### Testes
Os testes de voo revelaram dificuldades de controlo e falta de potência, derivada da falta dos motores desejados ACh-30BF. Os testes continuaram sem os canhões da torreta radial e o seu artilheiro, até que os motores ACh-30BF fossem instalados, o que aconteceu entre Maio e Julho de 1944. Apesar das modificações, o avião continuava a sofrer de mau controlo a baixas velocidades e com grandes cargas, assim como demonstrou baixa capacidade de planar. No entanto, os testes no ar mostraram que os motores eram capazes de manter um desempenho satisfatório, mas eram difíceis de serem acionados a baixas temperaturas do ambiente e tinham respostas lentas ao acelerador. Por conseguinte, todos os desenvolvimentos foram terminados.

## Utilizadores
União Soviética
- Força aérea soviética

## Especificações (ACh-30BF)
Descrições gerais
- Tripulação: 6

 - 2 pilotos, 2 artilheiros, 1 navegador e 1 operador de rádio
- Peso vazio: 11 930 kg (26 300 lb)
- Peso bruto (carregado): 19 600 kg (43 200 lb)

Motorização
- Número de motores: 2x
- Tipo do motor: Turbocompressor a gasóleo
- Fabricante/modelo: Charomskiy ACh-30BF (M-30)
- Potência por motor: 1 900 hp (1 420 kW)

Performance
- Velocidade máxima: 464 km/h (288 mph)
- Alcance bélico: 5 450 km (3 390 mi)
- Tecto de serviço: 7 000 m (23 000 ft)

Armamentos
- Metralhadoras/canhões: 5 × canhões 20 mm (0,79 in) ShVAK Sh-20 numa torreta dorsal, montadas em posições flexíveis no nariz, radial e ventral.
- Bombas: 2 x bombas ou torpedos de 1000kg

Dados de: OKB Ilyushin: A History of the Design Bureau and its Aircraft

## Ligações Externas
- DB-3F / IL-4 / IL-6 Língua inglesa